# Minhocal
Minhocal is een plaats (freguesia) in de Portugese gemeente Celorico da Beira en telt 240 inwoners (2001).